# François Lemaître
François Élie Jules Lemaître (27. dubna 1853 Vennecy, Loiret – 4. srpna 1914 Tavers, Loiret) byl francouzský spisovatel, básník, kritik a dramatik.

## Život
Narodil se v rodině učitele Françoise Lemaître (1828–1893) a Désirée Ferrière (1826–1911). R. 1880 se oženil s Marií-Annou Detourbey (1838–1908). Po druhé se oženil s Pauline Des Chalais (1862–1884), se kterou měl dceru Juliette (1884–1884).
Stal se profesorem na univerzitě v Grenoblu v roce 1883, v té době byl již dobře známý svou literární kritikou a r. 1884 rezignoval na svou funkci, aby se mohl věnovat literatuře. Lemaître nahradil jako dramatický kritik Jeana-Jacquese Weisse v Journal des Débats a následně obsadil stejnou funkci v Revue des Deux Mondes. Jeho literární studie byly shromážděny pod názvem Les Contemporains (7 sérií, 1886–1899) a jeho dramatické fejetony jako Impressions de Théàtre (10 sérií, 1888–1898).
Lemaîtreho náčrtky moderních autorů ukazovaly velký vhled a nečekaný úsudek, stejně jako veselost a originalitu výrazu. Na Francouzskou akademii byl přijat 16. ledna 1896. Jeho politické názory byly definovány v La Campagne Nationaliste (1902), přednáškách, které v provinciích přednášel on a Godefroy Cavaignac.
Lemaître vedl nacionalistickou kampaň v Écho de Paris a byl nějakou dobu prezidentem Ligue de la Patrie Française. Ligue vznikla v roce 1898 se třemi mladými akademiky, Louisem Daussetem, Gabrielem Syvetonem a Henri Vaugeoisem, kteří chtěli ukázat, že Dreyfusismus nebyl všemi na univerzitě přijímán. Spustili petici, která napadala Émila Zolu za to, co mnozí považovali za internacionalistické, pacifistické levicové spiknutí. Hnutí získalo podporu tří významných osobností: geografa Marcela Duboise, básníka Françoise Coppéeho a kritika Julese Lemaîtra.
Lemaître odstoupil z Ligue de la Patrie Française v roce 1904 a zasvětil zbytek svého života psaní.

## Dílo